# Lysá Poľana
Lysá Poľana je osada obce Tatranská Javorina na Slovensku v okrese Poprad, na severní straně Vysokých Tater.

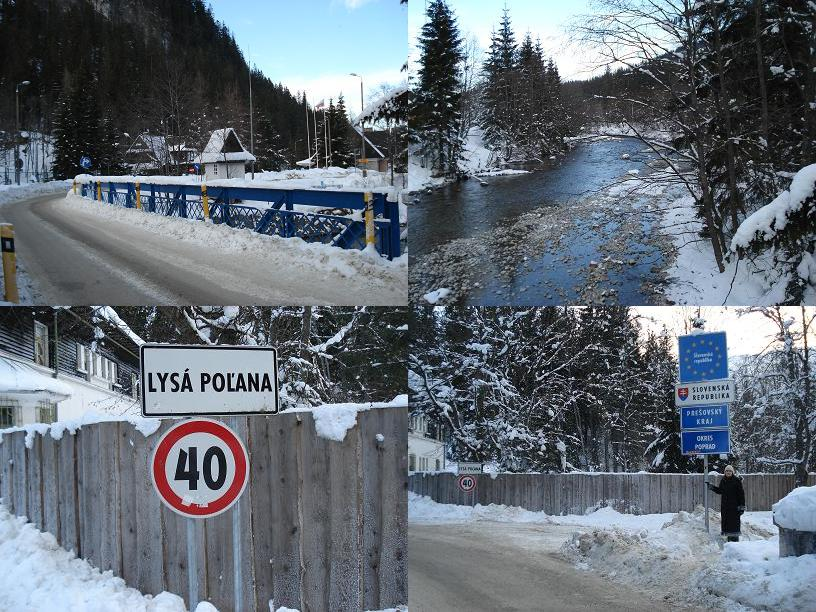
Lysá Poľana

Nachází se při státní hranici s Polskem; na polské straně hranice je osada Łysa Polana (gmina Bukowina Tatrzańska);   je zde i hraniční přechod s názvem „Tatranská Javorina – Łysa Polana“.   Je východiskem túr do Bielovodské doliny a na Mořské oko.
Na hraničním přechodu v Lysé Poľaně předávají slovenští skauti betlémské světlo polským skautům.